# Crasta Mora
Die Crasta Mora (aus lateinisch crista für ‚Kamm, Bergkamm, langgezogener Hügel‘ und Mora wohl zu mor, italienisch moro ‚Schwarz‘ aus dem lateinisch maurus ‚Mohr‘) ist ein Berg nordwestlich von Bever im Kanton Graubünden in der Schweiz mit einer Höhe von 2952 m ü. M. Der wildzerklüftete Doppelgipfel bietet eine ausgezeichnete Aussicht, besonders in das Berninagebiet.

## Lage und Umgebung
Die Crasta Mora gehört zur Gruppe der Crasta Mora, einer Untergruppe der Albula-Alpen und ist die östlichste Erhebung der 6 km langen Bergkette. Über dem Gipfel verläuft die Gemeindegrenze zwischen Bever und La Punt Chamues-ch. Die Crasta Mora wird im Norden durch die Val d’Alvra, im Osten durch das Oberengadin und im Süden durch die Val Bever eingefasst.
Zu den Nachbargipfeln gehören der Piz Mez (2899 m), der Piz da las Blais (2929 m) und die Dschimels (2781 m) im Westen, Igl Compass (3015 m), der Piz Üertsch (3267 m) der Piz Blaisun (3199 m) und der Piz Kesch (3417 m) im Norden, der Piz Mezzaun (2963 m) im Osten und der Cho d’Valletta (2495 m), der Piz Spinas (2882 m) und der Piz Muottas (2912 m) im Süden.
Der am weitesten entfernte sichtbare Punkt von der Crasta Mora befindet sich 144 km in westlicher Richtung im Aletschgebiet im Kanton Wallis. Der Punkt befindet sich auf dem Nordwestgrat des Aletschorns (4194 m), rund 275 Meter nordwestlich des Gipfels auf einer Höhe von 4109 m.
Talorte und häufige Ausgangspunkte sind Bever und La Punt Chamues-ch.

## Routen zum Gipfel

### Sommerrouten auf den Westgipfel (2952m)

#### Über den Westgrat
- Ausgangspunkt: Hospiz am Albulapass (2311 m)
- Via: Fuorcla Taverna (2737 m)
- Schwierigkeit: L
- Zeitaufwand: 3 Stunden
- Bemerkung: Die Fuorcla Taverna ist von Süden her aus der Val Bever mühsam erreichbar.

#### Über den Nordgrat
- Ausgangspunkt: Hospiz am Albulapass (2311 m)
- Via: Rasenterrasse Val Bella, Geröllkessel P. 2675, durch steile Rinne nach Westen auf Gratkante
- Schwierigkeit: WS
- Zeitaufwand: 3 Stunden

#### Über den Ostgrat
- Ausgangspunkt: Hospiz am Albulapass (2311 m) oder La Punt Chamues-ch (1686 m)
- Via:

1. Vom Hospiz: Rasenterrasse Val Bella, flacher Rasenrücken im Norden des Nordostgrates, über diesen zum Ostgipfel
2. Von La Punt: Alp Proliebas, Peidra Mora, P. 2799 (Wintergipfel), über Ostkamm zum Ostgipfel

- Schwierigkeit: WS
- Zeitaufwand: 4–4½ Stunden vom Hospiz, 5½ Stunden von La Punt

### Sommerrouten auf den Ostgipfel (2935m)

#### Über den Nordostgrat
- Ausgangspunkt: Hospiz am Albulapass (2311 m)
- Via: Rasenterrasse Val Bella, flacher Rasenrücken im Norden des Gratfusses, über den Grat zum Ostgipfel
- Schwierigkeit: WS
- Zeitaufwand: 3–3½ Stunden

#### Über den Ostkamm
- Ausgangspunkt: La Punt Chamues-ch (1686 m)
- Via: Alp Proliebas, Peidra Mora, P. 2799 (Wintergipfel), über den felsigen Grat zum Ostgipfel
- Schwierigkeit: L
- Zeitaufwand: 4½ Stunden

### Winterrouten
Die Winterroute führt nicht auf den Hauptgipfel. Das Ende der Tour befindet sich bei P. 2799 östlich des Hauptkammes. Die steilen Nordosthänge sind lawinengefährdet und bedürfen einer vernünftigen Spuranlage.

#### Von La Punt
- Ausgangspunkt: La Punt Chamues-ch (1686 m)
- Via: Alp Proliebas (2059 m), Funtaunas P. 2347, Peidra Mora, P. 2744
- Expositionen: N, NE
- Schwierigkeit: WS
- Zeitaufwand: 3½ Stunden

#### Abfahrt nach La Punt
- Ziel: La Punt Chamues-ch (1686 m)
- Via: Peidra Mora, Waldschneisen von Drosa, Albulapassstrasse ca. P. 1939
- Schwierigkeit: ZS
- Bemerkung: Je nach Routenwahl 30–35° auf 400 Hm

## Galerie

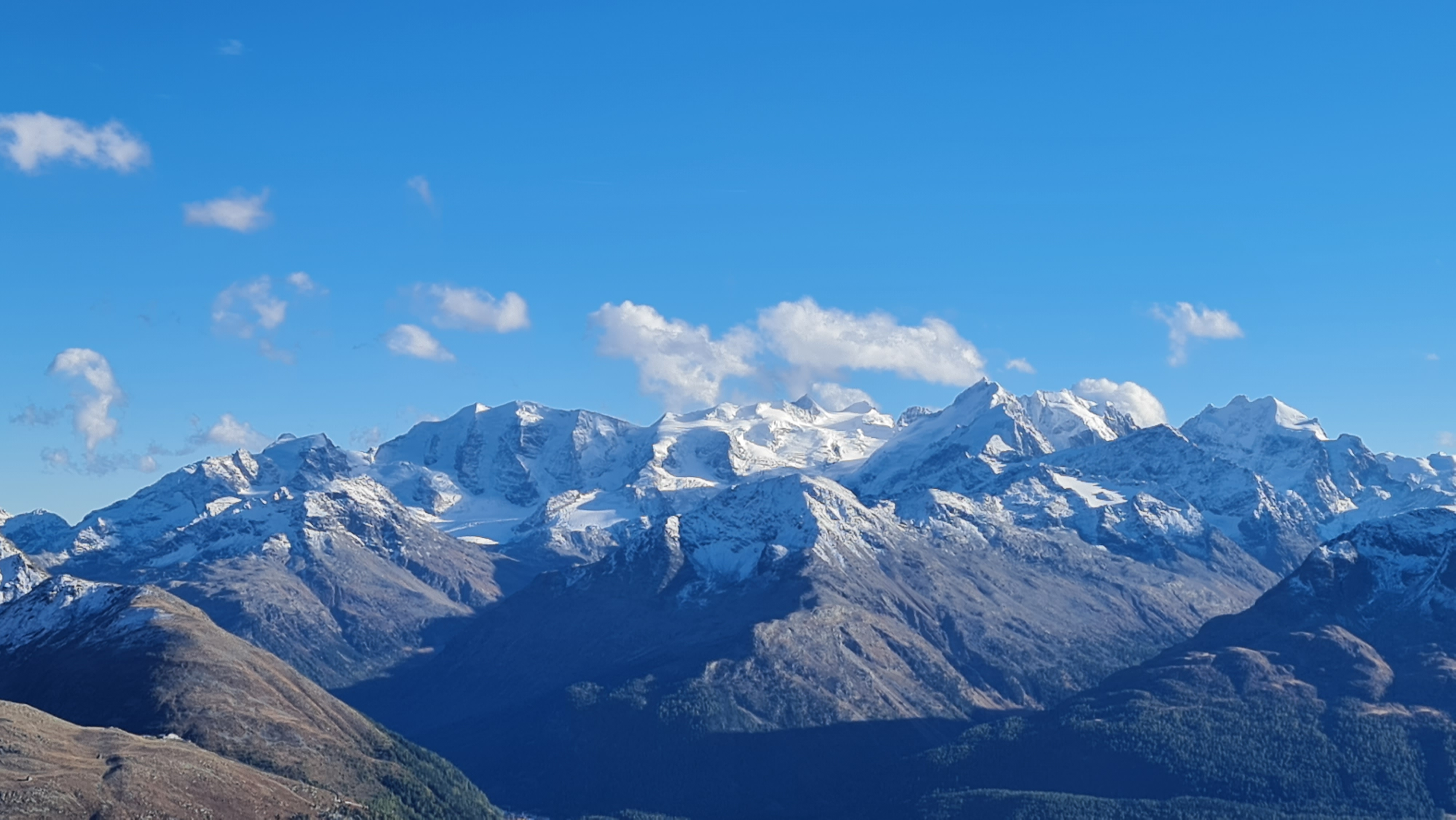
Von der Crasta Mora aus gut ersichtlich: die Berninagruppe (für Annotationen der einzelnen Berge aufs Bild klicken)
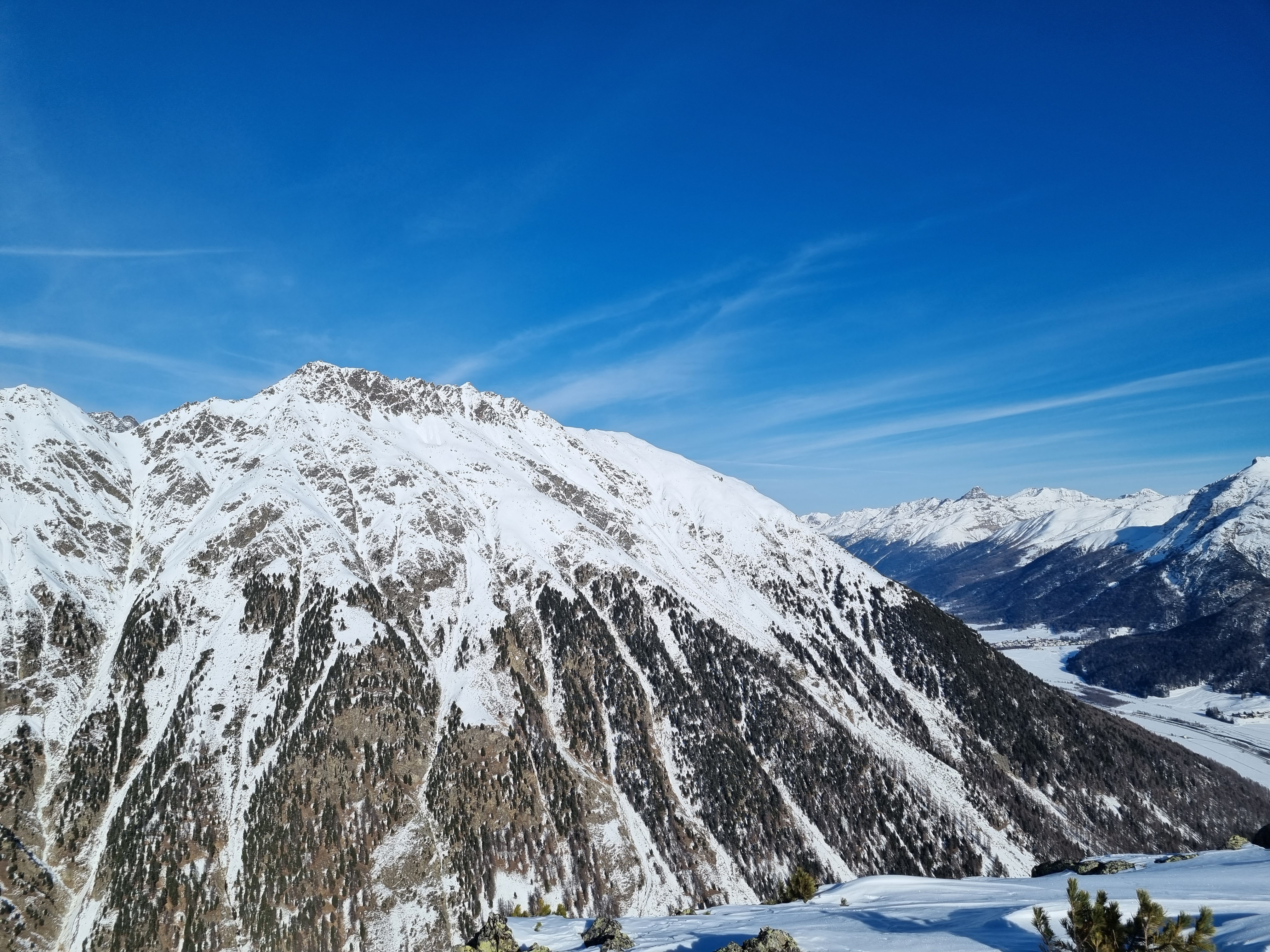
Crasta Mora, vom südlich gelegenen Cho d’Valletta aus fotografiert
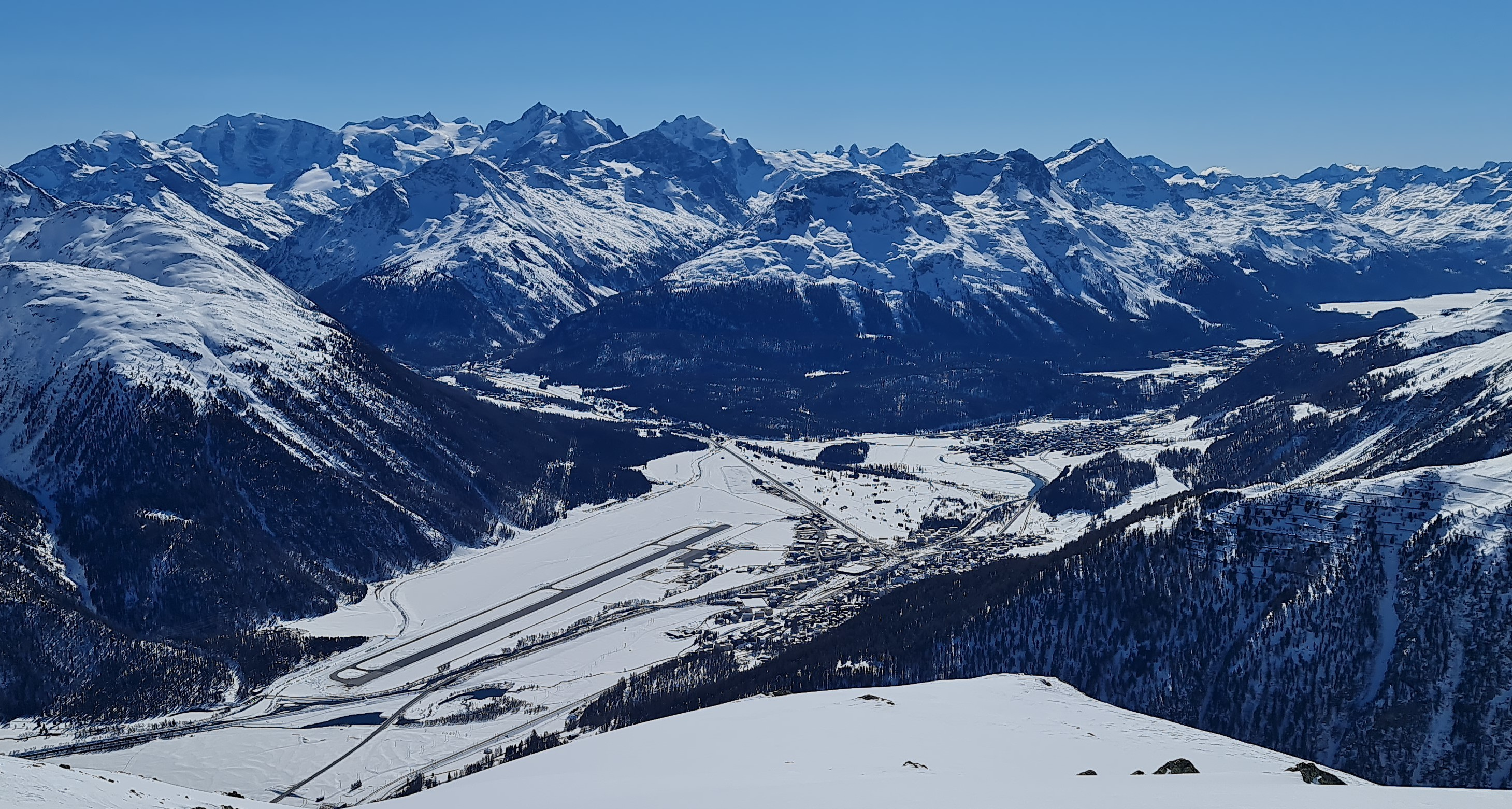
Vom Wintergipfel (P. 2799) aus bietet sich ein guter Ausblick auf Samedan und den Flugplatz
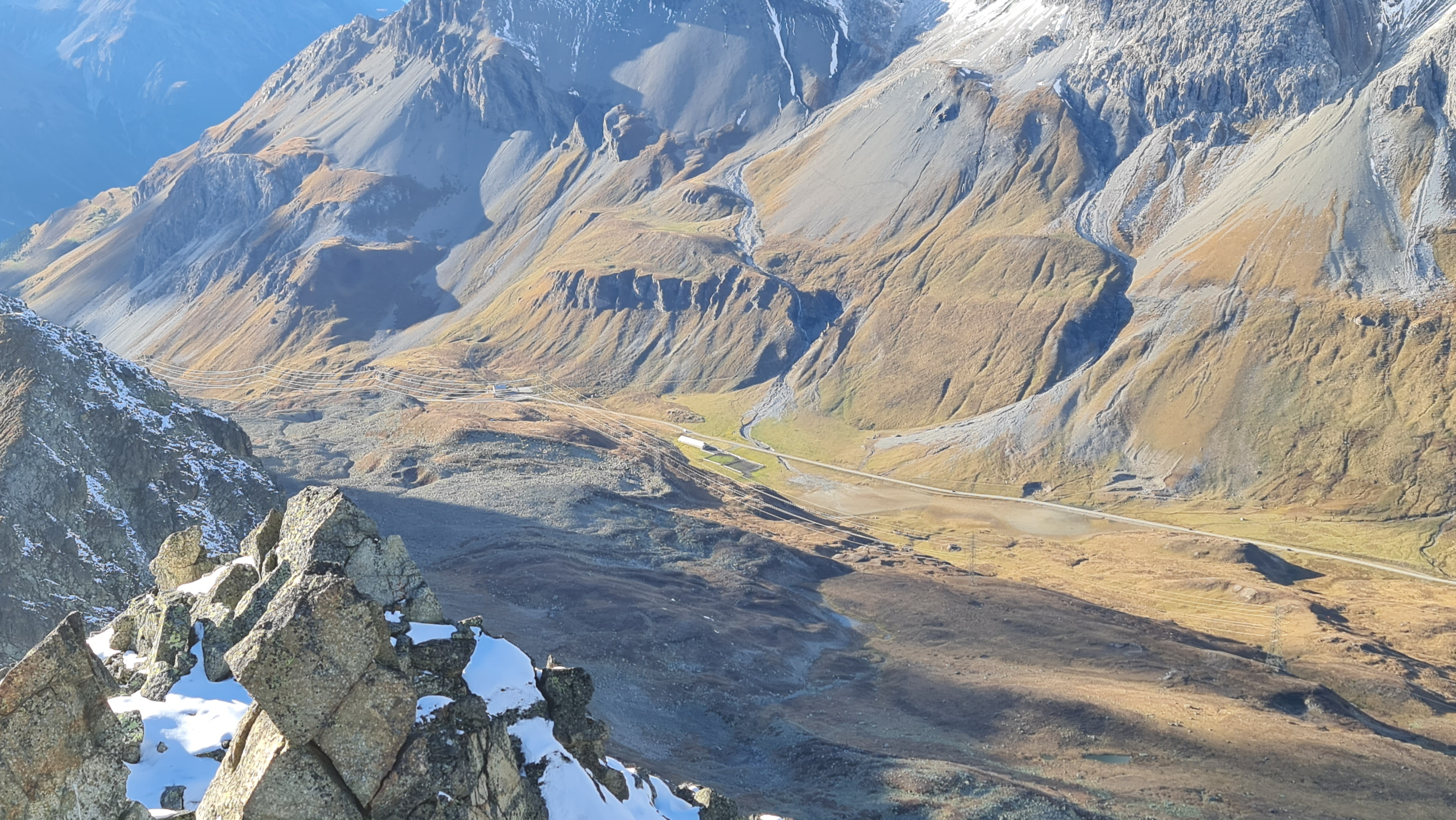
Blick Richtung Norden zur Albulapassstrasse
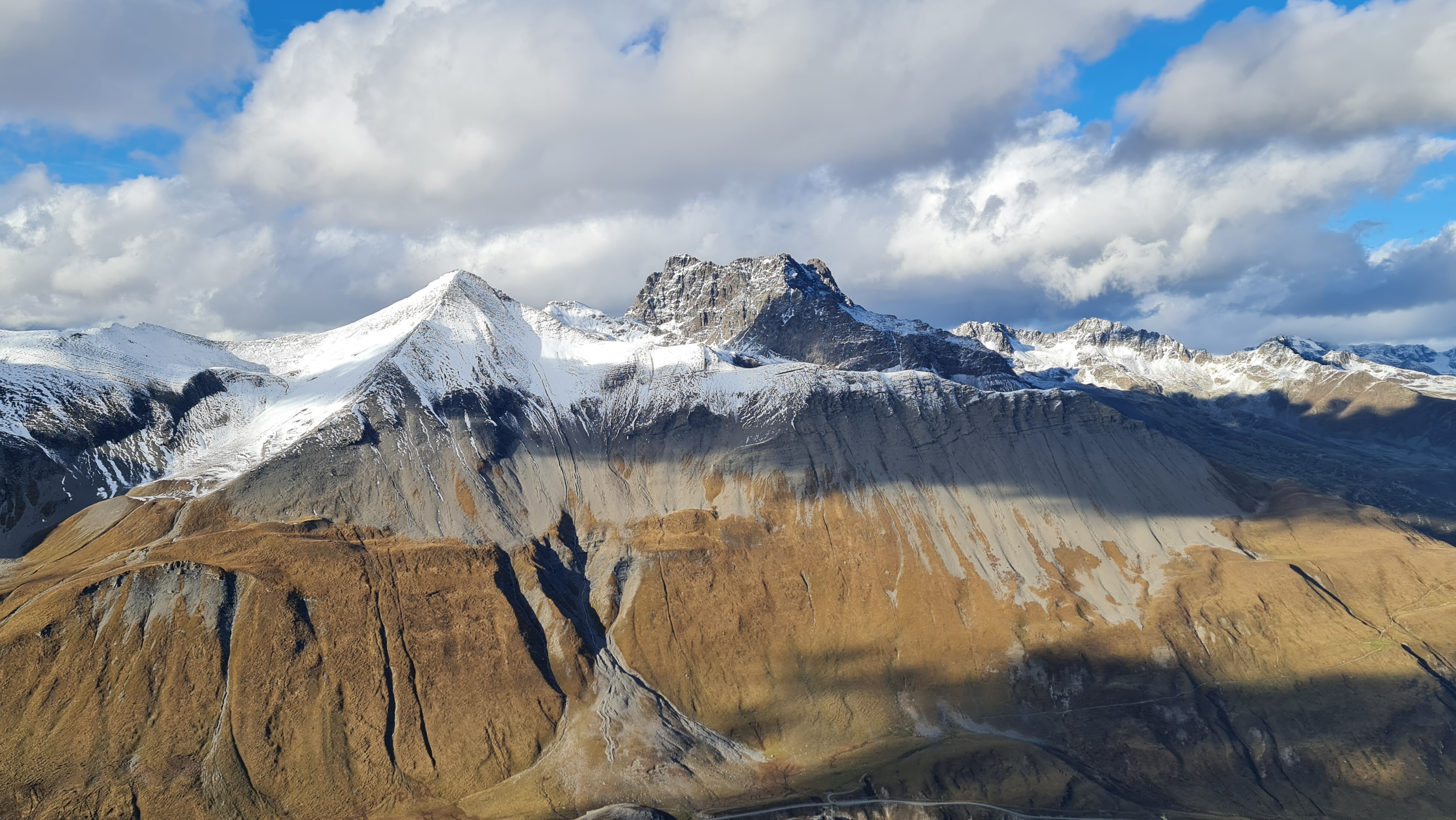
Nördlich der Passstrasse befinden sich Piz Blaisun (links) und Piz Kesch
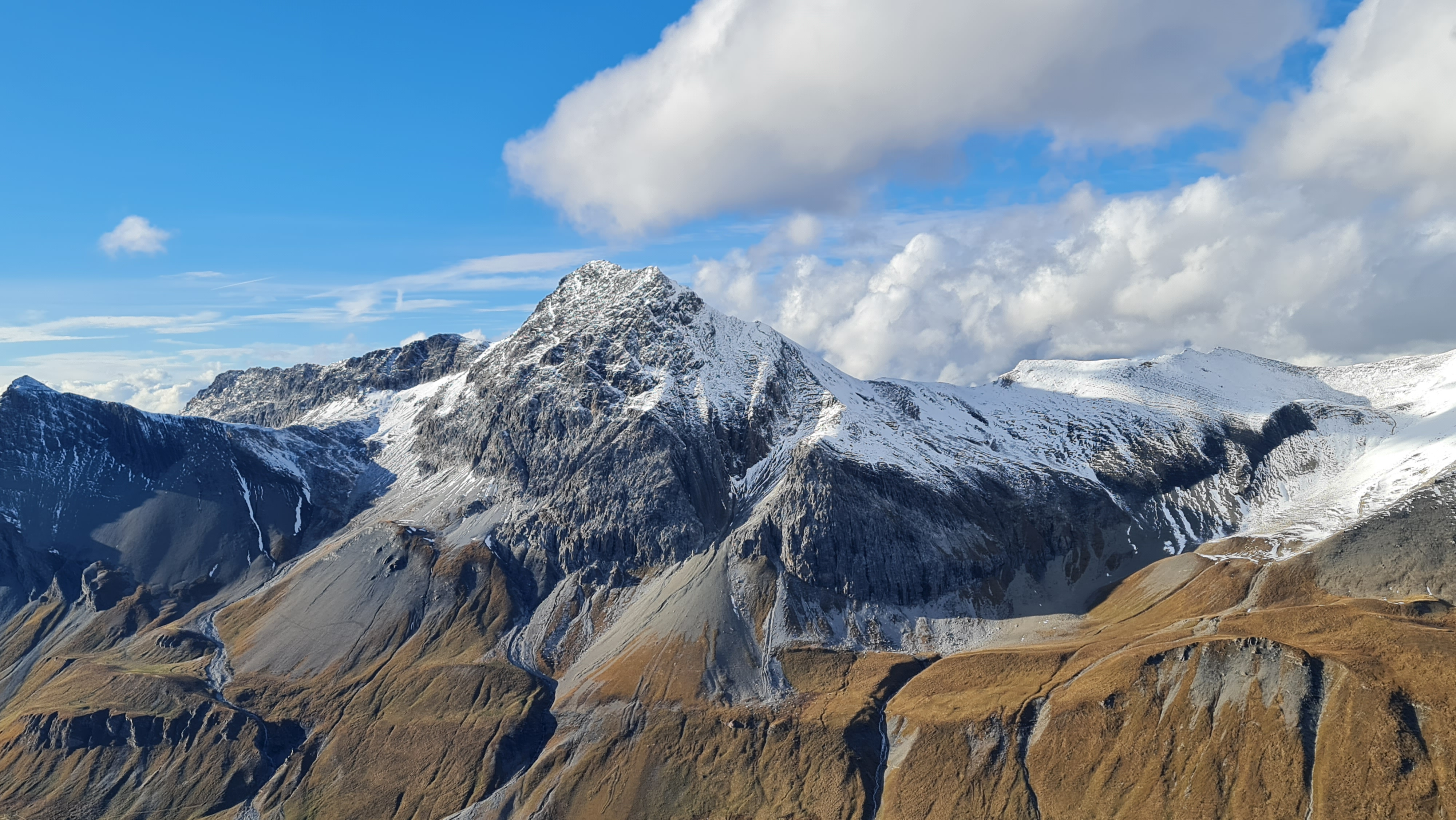
Westlich von Piz Kesch und Piz Blaisun liegt der Piz Üertsch